# Daniel Bashiel Warner
Pour les articles homonymes, voir Warner.
Daniel Bashiel Warner, né le 19 avril 1815 dans le comté de Baltimore (États-Unis) et mort le 1er décembre 1880 au Liberia, est un homme d'État libérien qui est le troisième président de 1864 et 1868. Membre du Parti républicain, il est ministre sous la présidence de Joseph Jenkins Roberts et vice-président sous celle de Stephen Allen Benson.
Son père est un ancien esclave, qui acquiert sa liberté un an avant sa naissance.

## Premières années et carrière
Warner est un afro-américain né sur le chemin Hookstown, dans le comté de Baltimore, Maryland, aux États-Unis, d'un père agriculteur et ancien esclave qui a acquis sa liberté un an avant sa naissance.
La date de naissance de Warner n'est pas claire. Certains documents indiquent qu'il est né le 19 avril 1815. Cependant, des documents de l'American Colonization Society le mentionnent à l'âge de neuf ans lorsqu'il émigra au Liberia, avec huit membres de sa famille, à bord du navire Oswego en 1823.
Membre de l'élite américano-libérienne, il a également été membre de la Chambre des représentants avant d'en devenir président en 1848. L'année suivante, il devient président du Sénat libérien. En 1877, il est devenu agent de la American Colonization Society.
Il a également écrit les paroles de l' hymne national libérien, que le pays a officiellement adopté lorsqu'il est devenu indépendant de l'American Colonization Society en 1847.

## Président du Liberia
En 1847, la colonie devenue Commonwealth du Liberia en 1838, devient une république indépendante. La Déclaration d'indépendance du Liberia est rédigée par Hilary Teague, un membre de l'American Colonization Society venu des États-Unis, et est ratifiée le 16 juillet 1847. Le suffrage censitaire permet aux américano-libériens de conserver le pouvoir durant un siècle. Joseph Jenkins Roberts a remporté la première élection présidentielle le 5 octobre 1847 et a été investi le 3 janvier 1848, avec Nathaniel Brander comme vice-président.
Élu président du Liberia lors de l'élection présidentielle de 1855, Stephen Allen Benson succède à Roberts, au pouvoir depuis l'indépendance du pays. En 1860, ce dernier nomme Warner comme son vice-président.
Après le départ de Benson, Warner est élu troisième président du Liberia.
Les principales préoccupations de Warner en tant que président étaient les relations de son gouvernement avec les peuples autochtones de la région, en particulier ceux de l'intérieur du pays. Il organisa la première expédition dans la forêt dense, dirigée par Benjamin JK Anderson. En 1868, Anderson se rendit dans l’intérieur du Liberia pour signer un traité avec le principal chef autochtone. Il a pris des notes minutieuses décrivant les peuples, les coutumes et les ressources naturelles des régions traversées, en rédigeant un rapport publié de son voyage. En utilisant les informations du rapport Anderson, le gouvernement libérien a décidé de revendiquer un contrôle limité sur la région intérieure.
En 1865, Warner est réélu pour un second mandat qui s'achève en 1868. Il est le premier président à ne représenter au bout de son second mandat.

## Sources
- (en) Cet article est partiellement ou en totalité issu de l’article de Wikipédia en anglais intitulé « Daniel Bashiel Warner » (voir la liste des auteurs).